# John William Draper
John William Draper (5 de maio de 1811 — 4 de janeiro de 1882) foi um cientista (química, botânica, medicina), professor, filósofo, historiador e fotógrafo estadunidense, nascido na Inglaterra.
John William Draper nasceu a 5 de maio de 1811 em St. Helens, Merseyside, Inglaterra, filho de John Christopher Draper, clérigo, e de Sarah Ripley. A 23 de junho foi baptizado por Jabez Bunting. O seu pai muitas vezes necessitou de mover a família devido a servir em várias congregações por toda a Inglaterra. Em 1822, John William entrou na Woodhouse Grove School. Em 1829, entrou na University College London.
Depois da morte do pai de John William em julho de 1831, sua mãe foi viver com seus irmãos na Virgínia.
A 13 de setembro de 1831, John William casou-se com Antonia Caetana de Paiva Pereira Gardner (c.1814 — 1870), filha de Daniel Gardner, médico da corte de João VI de Portugal e Carlota Joaquina de Bourbon. Antonia nasceu no Brasil depois da família real ter deixado Portugal devido à invasão de Napoleão. Existem dúvidas quanto à identidade da mãe de Antonia, sabendo-se, no entanto, que, por volta de 1830, ela foi enviada com seu irmão Daniel para viver com uma tia em Londres.

## Virgínia
Em 1832, a família fixou-se em Mecklenburg County, Virgínia. Apesar de ter chegado demasiado tarde para obter uma posição de ensino, John William estabeleceu um laboratório em Christiansville.
Aí, conduziu experiências e publicou oito artigos antes de entrar para a escola médica. A sua irmã, Dorothy Catherine Draper, providenciou as finanças para a sua educação médica através de desenho e pintura. Em março de 1836, graduou-se pela University of Pennsylvania School of Medicine. No mesmo ano, passou a ensinar no Hampden-Sydney College, na Virgínia.

## Nova Iorque
Em 1837, foi para a New York University, tendo sido eleito professor de química e botânica no ano seguinte. Lecionou química até 1881. Foi fundador da New York University Medical School, professor nela de 1840 até 1850 e seu presidente de 1850 até 1873.

## Trabalho
Fez importantes pesquisas em fotoquímica, tornando retratos de fotografia possíveis após melhorias no processo de daguerreótipo. Foi a primeira pessoa a tirar uma astrofotografia; tirou a primeira foto da Lua. Em 1843 fez daguerreótipos da Lua que mostravam novas características no espectro visível. Em 1850, debruçava-se em fazer microfotografias e colocou o seu filho, Henry, na sua produção.
Publicou livros-texto sobre química (1846), filosofia natural (1847), fisiologia (1856). Suas memórias científicas (1878) trataram da energia radiante. 
Desenvolveu a proposta, em 1846, de que apenas raios de luz que sejam absorvidos podem produzir mudanças químicas, mais tarde conhecida como lei de Grotthus-Draper.
Contribuições para a disciplina de História: Draper foi o autor de The History of the Intellectual Development of Europe (1862), History of the American Civil War (3 volumes, 1867-1870) e History of the Conflict between Religion and Science (1874).
O último livro listado encontra-se entre as obras mais influentes sobre a tese do conflito.
Serviu como primeiro presidente da American Chemical Society entre 1876 e 1877.

## Publicações
Draper escreveu vários livros e artigos para revistas e periódicos. Seus livros incluem:
- Elements of Chemistry, Including the Most Recent Discoveries and Applications of the Science to Medicine and Pharmacy, and to the Arts. By Robert Kane and John William Draper. New York: Harper and Brothers, 1842.
- History of the American Civil War (3 volumes). New York: Harper & Brothers, 1867–70.
- History of the Conflict Between Religion and Science. New York: D. Appleton, 1874.
- History of the Intellectual Development of Europe. New York: Harper & Brothers, 1863; 1900 edition, v.1, v.2.
- Human Physiology, Statistical and Dynamical; or, the Conditions and Course of the Life of Man. New York: Harper & Brothers, 1856.
- Life of Franklin. Edited by Ronald S. Wilkinson. Washington, D.C.: Library of Congress: U.S. Government Printing Office, 1977.
- Draper, John William. History of the Conflict between Religion and Science. Henry S. King & Co, 1875 (reissued by Cambridge University Press, 2009; ISBN 978-1-108-00069-7).
- Science in America: Inaugural address of Dr. John W. Draper, as president of the American Chemical Society. New York: J.F. Trow & Son, Printers, 1876.
- Scientific Memoirs; Being Experimental Contributions to a Knowledge of Radiant Energy. New York: Harper & Brothers, 1878.
- Text-Book on Chemistry. For the Use of Schools and Colleges. New York: Harper & Brothers, 1851, 1861 edition
- Text-Book on Natural Philosophy. New York: Harper & Brothers, 1847.
- Thoughts on the Future Civil Policy of America. 3rd ed. New York: Harper & Brothers, 1867.
- Treatise on the Forces Which Produce the Organization of Plants. With an Appendix Containing Several Memoirs on Capillary Attraction, Electricity, and the Chemical Action of Light. New York: Harper & Brothers, 1844.

## Filhos
- John Christopher Draper, 1835-1885
- Henry Draper, 1837-1882
- Virginia Draper Maury, 1839-1885
- Daniel Draper, 1841-1931
- William Draper, 1845-1853
- Antonia Draper Dixon, 1849-1923

## Morte
Morreu em 4 de janeiro de 1882 em sua casa em Hastings-on-Hudson, Nova Iorque, aos 70 anos. O funeral foi realizado na Igreja de São Marcos em-the-Bowery na cidade de Nova York. Ele foi enterrado no cemitério Green-Wood, Brooklyn, Nova York.